# Anne McCaffrey
Anne Inez McCaffrey (ur. 1 kwietnia 1926 w Cambridge, zm. 21 listopada 2011 w Dragonhold-Underhill) – amerykańska pisarka science fiction oraz fantasy, najbardziej znana z cyklu Jeźdźcy Smoków z Pern.

## Życiorys
Anne McCaffrey urodziła się w Cambridge (stan Massachusetts), jej rodzicami byli George Herbert McCaffrey i Anne Dorothy McElroy McCaffrey.
Studiowała filologię słowiańską w Radcliffe College. Wyszła za mąż w 1950 roku i ma trójkę dzieci: Alec Anthony (ur. 1952), Todd (ur. 1956) i Georgeanne (ur. 1959). Rozwiodła się w 1970 roku, po czym wyemigrowała do Irlandii.
W roku 1968 napisała opowiadanie Weyr Search, inicjujące opowieść Jeźdźcy Smoków z Pern (tytuł oryg. Dragonriders of Pern), za które otrzymała Nagrodę Hugo dla najlepszej noweli. To była pierwsza tego typu nagroda przyznana kobiecie za literaturę science fiction.
Napisała również trylogię o śpiewaczce kryształu, Killashandrze Ree, członkini elitarnego związku zajmującego się wydobywaniem ballybrańskich kryształów. W tej serii ukazały się: Pieśń kryształu, Killashandra oraz Kryształowa więź.
W 2005 roku, na uroczystości rozdania nagród Nebula, Anne McCaffrey została uznana za 22. Grand Master przez Stowarzyszenie Amerykańskich Pisarzy SF i Fantasy.
W ostatnich latach życia mieszkała w County Wicklow w Irlandii.

### Cykle

#### CyklJeźdźcy smoków z Pern

##### Oryginalna trylogia
- Jeźdźcy smoków (Dragonflight, 1968)
- W pogoni za smokiem (Dragonquest, 1970)
- Biały smok (The White Dragon, 1978, Nagroda Gandalfa 1979)

##### TrylogiaHarper Hall
- Śpiew smoków (Dragonsong, 1976)
- Smoczy śpiewak (Dragonsinger, 1977)
- Smocze werble (Dragondrums, 1979)

##### Inne powieści cyklu
- Moreta pani smoków z Pern (Moreta: Dragonlady of Pern, 1983)
- Opowieści Nerilki (Nerilka’s Story, 1986)
- Narodziny smoków (Dragonsdawn, 1988)
- Renegaci z Pern (Renegades of Pern, 1989)
- Wszystkie Weyry Pernu (All the Weyrs of Pern, 1991)
- The Chronicles of Pern: First Fall (1993, zbiór opowiadań)
  - The Survey: P.E.R.N.
  - The Dolphins’ Bell
  - The Ford of Red Hanrahan
  - The Second Weyr
  - Rescue Run
- Delfiny z Pern (The Dolphins of Pern, 1994)
- Smocze oko (Dragonseye, w Wielkiej Brytanii: Red Star Rising, 1997)
- Mistrz Harfiarzy z Pern (Masterharper of Pern, 1998)
- Niebiosa Pern (The Skies of Pern, 2001)
- A Gift of Dragons (2002, zbiór opowiadań)
  - The Smallest Dragonboy
  - The Girl Who Heard Dragons
  - Runner of Pern
  - Ever the Twain
- Smocza rodzina (Dragon’s Kin, 2003, razem z Toddem McCaffreyem)
- Smoczy ogień (Dragon’s Fire, 2006, razem z Toddem McCaffreyem)
- Smoczy Harfiarz (Dragon Harper, 2007, razem z Toddem McCaffreyem)
- Dragon’s Time (2011, razem z Toddem McCaffreyem)

Cykl rozwijany również w powieściach Todda McCaffreya (Dragonsblood, 2005; Dragonheart, 2008; Dragongirl, 2010).

#### CyklStatek
- Statek, który śpiewał (The Ship Who Sang, 1969)
- Statek bliźniaczy (Partnership, 1992, razem z Margaret Ball)
- Statek, który poszukiwał (The Ship Who Searched, 1992, razem z Mercedes Lackey)
- Miasto, które walczyło (The City Who Fought, 1993, razem z S.M. Stirling)
- Statek, który zwyciężył (The Ship Who Won, 1994, razem z Jody Lynn Nye)

Dwie ostatnie części cyklu napisane zostały przez Jody Lynn Nye (The Ship Errant, 1996) oraz S.M. Stirling (The Ship Avenged, 1997).

#### TrylogiaDoona
- Decision at Doona (1967)
- Crisis on Doona (1992, razem z Jody Lynn Nye)
- Treaty at Doona (Treaty Planet, 1994, razem z Jody Lynn Nye)

#### TrylogiaŚpiewacy kryształu
- Pieśń kryształu (Crystal Singer, 1982)
- Killashandra (Killashandra, 1985)
- Kryształowa więź (Crystal Line, 1992)

#### TrylogiaPlaneta Piratów
- Sassinak (1990, razem z Elizabeth Moon)
- Sen jak Śmierć (The Death of Sleep, 1990, razem z Jody Lynn Nye)
- Pokolenie wojowników (Generation Warriors, 1991, razem z Elizabeth Moon)

#### CyklPlaneta dinozaurów
- Planeta dinozaurów (Dinosaur Planet, 1977)
- Ocaleni. Planeta dinozaurów II (Survivors, 1984)

#### CyklPegaz
- Ujeździć Pegaza (To Ride Pegasus, 1973, zbiór opowiadań)
  - Ujeździć Pegaza (To Ride Pegasus)
  - Kobiecy talent (A Womanly Talent)
  - Jabłko (Apple)
  - Uzda dla Pegaza (A Bridle for Pegasus)
- Lot Pegaza (Pegasus in Flight, 1990)
- Pegasus in Space (2000)

#### CyklWieża i Ul
- Rowan (The Rowan, 1990)
- Damia (Damia, 1991)
- Dzieci Damii (Damia’s Children, 1993)
- Lyon’s Pride (1994)
- The Tower and the Hive (1999)

#### CyklCatteni
- Freedom’s Landing (1995)
- Freedom’s Choice (1997)
- Freedom’s Challenge (1998)
- Freedom’s Ransom (2002)

#### CyklAcorna
- Acorna: The Unicorn Girl (1997, razem z Margaret Ball)
- Acorna’s Quest (1998, razem z Margaret Ball)
- Acorna’s People (1999, razem z Elizabeth Ann Scarborough)
- Acorna’s World (2000, razem z Elizabeth Ann Scarborough)
- Acorna’s Search (2001, razem z Elizabeth Ann Scarborough)
- Acorna’s Rebels (2003, razem z Elizabeth Ann Scarborough)
- Acorna’s Triumph (2004, razem z Elizabeth Ann Scarborough)

#### TrylogiaAcorna’s Children
- First Warning (2005, razem z Elizabeth Ann Scarborough)
- Second Wave (2006, razem z Elizabeth Ann Scarborough)
- Third Watch (2007, razem z Elizabeth Ann Scarborough)

#### CyklPetaybee

##### TrylogiaPetaybee
- Powers That Be (1993, razem z Elizabeth Ann Scarborough)
- Power Lines (1994, razem z Elizabeth Ann Scarborough)
- Power Play (1995, razem z Elizabeth Ann Scarborough)

##### TrylogiaTwins of Petaybee
- Changelings (2005, razem z Elizabeth Ann Scarborough)
- Maelstrom (2006, razem z Elizabeth Ann Scarborough)
- Deluge (2007, razem z Elizabeth Ann Scarborough)

#### CyklBarque Cats
- Catalyst (2010, razem z Elizabeth Ann Scarborough)

### Pozostałe powieści
- Restoree (1967)
- Ring of Fear (1971)
- The Mark of Merlin (1971)
- The Kilternan Legacy (1975)
- The Coelura (1983)
- A Stitch in Snow (1985)
- The Year of the Lucy (1986)
- The Lady: A Tale of Ireland (Carradyne Touch, 1987)
- An Exchange of Gifts (1995)
- No One Noticed the Cat (1996)
- Black Horses for the King (1996)
- If Wishes Were Horses (1998)
- Nimisha’s Ship (1998)

### Zbiory opowiadań
- Get Off the Unicorn (1973)
- Future Love: A Science Fiction Triad (1977, razem z Jeffreyem A Carverem i J. Hunter Holly)
- Habit Is an Old Horse (1984)
- Ta, która słyszała smoki (The Girl Who Heard Dragons, 1985)
  - Ta, która słyszała smoki (The Girl Who Heard Dragons)
  - Aksamitne pola (Velvet Fields)
  - Euterpe na wagarach (Euterpe on a Fling)
  - Obowiązek wzywa (Duty Calls)
  - Śpiąca królewna Humpty Dumpty (Sleeping Humpty Dumpty Beauty)
  - Remedium „Mandalay” (The Mandalay Cure)
  - Stado gęsi (A Flock of Geese)
  - Największa miłość (The Greatest Love)
  - Cicha (A Quiet One)
  - Holomarzenie (If Madam Likes You...)
  - Zulejka, Grace, Nimshi i przeklęci Jankesi (Zulei, Grace, Nimshi and the Damnyankees)
  - Elektrokopciuszek (Cinderella Switch)
  - Przyzwyczajenie jest starym koniem (Habit Is an Old Horse)
  - Dama dworu (Lady-in-Waiting)
  - Kości kłamią (The Bones Do Lie)

### Inne
- Cooking out of this World (1973)
- The Atlas of Pern (1984, razem z Karen W. Fonstad)
- Ilustrowany przewodnik po planecie Pern (The Dragonlover’s Guide to Pern, 1989, razem z Jody Lynn Nye)
- A Diversity of Dragons (1995)
- Serve it Forth: Cooking with Anne McCaffrey (1996, razem z Johnem Gregory Betancourtem)
- Dragonholder: The Life and Dreams (So Far) of Anne McCaffrey (1999, razem z Toddem McCaffreyem)